# Envenenamento de DNS
DNS cache poisoning, também conhecido como DNS spoofing, é uma forma hacking de segurança de computador onde os dados corrompidos do Domain Name System são introduzidos no cache do resolvedor DNS, fazendo com que o servidor de nomes retorne um registro de resultado incorreto, por exemplo, um endereço IP. Isso resulta no tráfego desviado para qualquer computador que o invasor escolher.

## Visão geral do Sistema de nomes do domínio
Um servidor do sistema de nomes de domínios traduz um nome de domínio legível por humanos (exemplo: exemplo.com) em um endereço IP numérico usado para rotear comunicação entre nós. Normalmente, se o servidor não reconhece uma tradução solicitada, ele perguntará a outro servidor, e o processo continua recursivamente. Para aumentar o desempenho, um servidor normalmente se lembrará (armazenará em cache) dessas traduções por um certo período. Isso significa que se ele receber outra solicitação para a mesma tradução, ele poderá responder sem precisar perguntar a nenhum outro servidor, até que o cache expire.
Quando um servidor DNS recebe uma tradução falsa e a armazena em cache para otimização de desempenho, ele é considerado envenenado e fornece os dados falsos aos clientes. Se um servidor DNS for envenenado, ele pode retornar um endereço IP incorreto, desviando o tráfego para outro computador (geralmente de um invasor).

## Ataques de envenenamento de cache.
Normalmente, um computador em rede usa um servidor DNS fornecido por um provedor de serviços de Internet (ISP) ou pela organização do usuário do computador. Servidores DNS são usados na rede de uma organização para melhorar o desempenho da resposta de resolução armazenando em cache os resultados de consulta obtidos anteriormente. Ataques de envenenamento em um único servidor DNS podem afetar os usuários atendidos diretamente pelo servidor comprometido ou aqueles atendidos indiretamente por seus servidores downstream, se aplicável.
Para executar um ataque de envenenamento de cache, o invasor explora falhas no software DNS. Um servidor deve validar corretamente as respostas DNS para garantir que sejam de uma fonte autoritativa (por exemplo, usando DNSSEC); caso contrário, o servidor pode acabar armazenando em cache as entradas incorretas localmente e servi-las a outros usuários que fazem a mesma solicitação.
Este ataque pode ser usado para redirecionar usuários de um site para outro site escolhido pelo invasor. Por exemplo, um invasor falsífica as entradas de DNS do endereço IP para um site de destino em um determinado servidor DNS e as substitui pelo endereço IP de um servidor sob seu controle. O invasor então cria arquivos no servidor sob seu controle com nomes que correspondem aos do servidor de destino. Esses arquivos geralmente contêm conteúdo malicioso, como worms ou vírus de computador. Um usuário cujo computador referenciou o servidor DNS envenenado é enganado para aceitar conteúdo vindo de um servidor não autêntico e, sem saber, baixa o conteúdo malicioso. Essa técnica também pode ser usada para ataques de phishing, onde uma versão falsa de um site genuíno é criada para coletar detalhes pessoais, como dados bancários e de cartão de crédito/débito.
A vulnerabilidade dos sistemas ao envenenamento de cache DNS vai além de seus efeitos imediatos, ao poder expor os usuários a riscos adicionais, como phishing, injeções de malware, negação de serviço e sequestro de site devido a vulnerabilidades do sistema. Vários métodos, que vão do uso de táticas de engenharia social à exploração de fraquezas presentes no software do servidor DNS, podem levar a esses ataques.
1. ↑  Wu, Hao; Dang, Xianglei; Wang, Lidong; He, Longtao (2016). «Information fusion-based method for distributed domain name system cache poisoning attack detection and identification». IET Information Security (em inglês) (1): 37–44. ISSN 1751-8717. doi:10.1049/iet-ifs.2014.0386. Consultado em 21 de dezembro de 2024
2. ↑  Storms, Andrew (1 de janeiro de 2006). ISSN 1065-898X. doi:10.1201/1086.1065898x/45782.14.6.20060101/91858.8 https://www.tandfonline.com/doi/abs/10.1201/1086.1065898X/45782.14.6.20060101/91858.8. Consultado em 21 de dezembro de 2024 Em falta ou vazio |título= (ajuda)
3. ↑  «DNS Cache Poisoning: A Review on its Technique and Countermeasures». ieeexplore.ieee.org (em inglês). Consultado em 22 de dezembro de 2024